# 松平通温
松平 通温（まつだいら みちまさ）は、江戸時代中期の尾張藩主一門。官位は従四位下・侍従、安房守、左近衛権少将。

## 生涯
尾張徳川家3代当主・尾張藩主徳川綱誠の十九男として誕生。母は側室の唐橋（里見氏・卓然院）。幼名は喜之進。
宝永4年（1707年）に元服し、当時藩主であった兄・吉通の偏諱を受けて通温と名乗る。正徳2年（1712年）、江戸に上り、従四位下・侍従・安房守に任官する。同4年（1714年）には左近衛権少将に進む。しかし同6年（1716年）に7代将軍・徳川家継が没し、兄で藩主の継友が8代将軍の座を紀州藩主の吉宗と争って敗れると、尾張家の一員として憤激収まらず、「頗る狂躁の行いあり」と記録されるような過激な言動を強めていった。享保3年（1718年）には継友の手によって尾張国内に幽閉されるに至り、以降は徐々に酒に溺れて自暴自棄となる。この結果健康を害し、享保15年（1730年）に35歳で死去した。法号は顕照院。